# Szilícium-tetrafluorid
A szilícium-tetrafluorid vagy tetrafluorszilán színtelen vegyület, képlete SiF4. Folyadéktartománya szűk, olvadás- és forráspontja között mindössze 4 °C a különbség. Elsőként John Davy szintetizálta 1812-ben. Molekulája tetraéderes.

## Előállítása
A foszfát műtrágyák gyártásának mellékterméke, a foszfát ásványokban szennyezésként jelen lévő szilikátok és a (fluorapatit protonálódásával keletkező) HF reakciójában keletkezik. Laboratóriumban BaSiF6 300 °C feletti hevítésével állítják elő, melynek során az illékony SiF4 távozásával BaF2 marad vissza. A BaSiF6 vizes hexafluorokovasav és bárium-klorid reakciójával nyerhető. Az analóg GeF4 hasonló módon állítható elő, azzal az eltéréssel, hogy a „hőbontás” 700 °C hőmérsékletet igényel.
A SiF4 elméletileg szilícium-dioxid és folysav reakciójával is előállítható, de ezzel a módszerrel jellemzően inkább hexafluorokovasav keletkezik:
6 HF + SiO2  →   H2SiF6 + 2 H2O

## Felhasználása
Korlátozott mértékben, a mikroelektronikában és szerves kémiai szintézisekben használják.

## Előfordulása
A vulkáni gázokban jelentős mennyiségben fordul elő, kibocsátott napi mennyisége több tonna is lehet. A szilícium-tetrafluorid részben hidrolizál, belőle hexafluorokovasav keletkezik.

## Fordítás
- Ez a szócikk részben vagy egészben  a   Silicon tetrafluoride című angol Wikipédia-szócikk ezen változatának fordításán alapul.  Az eredeti cikk szerkesztőit annak laptörténete sorolja fel. Ez a jelzés csupán a megfogalmazás eredetét és a szerzői jogokat jelzi, nem szolgál a cikkben szereplő információk forrásmegjelöléseként.